# Linazay
Linazay – miejscowość i gmina we Francji, w regionie Nowa Akwitania, w departamencie Vienne.
Według danych na rok 1990 gminę zamieszkiwały 192 osoby, a gęstość zaludnienia wynosiła 21 osób/km² (wśród 1467 gmin regionu Poitou-Charentes Linazay plasuje się na 805. miejscu pod względem liczby ludności, natomiast pod względem powierzchni na miejscu 877.).